# Pikintetic
Pikintetic es una localidad del municipio de Larráinzar ubicado en la región de Los Altos del estado mexicano de Chiapas.

## Geografía
La localidad de Pikintetic se sitúa en las coordenadas geográficas 16°56′34″N 92°47′36″O / 16.942778, -92.793333, a una elevación de 1,958 metros sobre el nivel del mar.

## Demografía
Según el Censo de Población y Vivienda 2020, efectuado por el Instituto Nacional de Estadística y Geografía, la localidad de Pikintetic tiene 11 habitantes, de los cuales 6 son del sexo masculino y 5 del sexo femenino. Su tasa de fecundidad es de 1.25 hijos por mujer y tiene 3 viviendas particulares habitadas.
| Gráfica de evolución demográfica de Pikintetic entre 1921 y 2020 |
|                                                                  |
| INEGI.                                                           |